# Argenticytheretta laevipunctata
Argenticytheretta laevipunctata is een mosselkreeftjessoort uit de familie van de Trachyleberididae. De wetenschappelijke naam van de soort is voor het eerst geldig gepubliceerd in 1991 door Sanguinetti, Ornellas & Coimbra.